# Равнозубая серая акула
Равнозубая серая акула (лат. Carcharhinus isodon) — один из видов рода серых акул семейства Carcharhinidae, обитающий в западной части Атлантического океана от Северной Каролины до Бразилии. Равнозубые акулы образуют на прибрежном мелководье большие стаи и совершают сезонные миграции, следуя за теплым течением. Они имеют относительно небольшие размеры, у них тонкое тело, их можно определить по игловидным зубам, темно-серо-голубой окраске спины и длинным жаберным щелям. Максимальная длина составляет  1,9 м. Рацион этого вида состоит в основном из небольших костистых рыб, в частности менхэденов. Подобно прочим представителям рода серых акул, равнозубые акулы являются живородящими. В помете 2—6 акулят, самки приносят потомство каждые два года.
Поскольку мясо равнозубых акул высоко ценится, они являются важным объектом коммерческого рыболовства и у юго-восточного побережья Соединенных Штатов их добывают с помощью жаберных сетей. Оценка популяции показывает, что в настоящее время промысел В США не представляет угрозы для вида. Международный союз охраны природы (МСОП) присвоил виду статус сохранности «Вызывающий наименьшие опасения» (LC), хотя нет никаких данных о рыбном промысле равнозубых акул у берегов Южной Америки. Неизвестно, представляют ли эти акулы  опасность для людей, хотя, будучи пойманными,  они активно сопротивляются, поэтому следует соблюдать осторожность.

## Таксономия и филогенез
Равнозубая акула был описан как Carcharias (Aprion) isodon французским зоологом Ахиллом Валансьеном  в 1839 в труде Мюллера и Генле «Systematische Beschreibung der Plagiostomen». Описываемый образец  представлял собой молодого самца длиной 65 см, возможно, пойманного у берегов штата Нью-Йорк. Позже этот вид причислили к роду Carcharhinus. Видовое название isodon происходит от греческих слов ίσος «равный» и ὀδούς «зуб» (имеется в виду примерно равное число зубов верхней и нижней челюстей).
Разные попытки выяснить филогенетические связи равнозубой акулы дали различные результаты. В 1988 году Леонард Компаньо поместил этот вид в одну группу с короткопёрой серой акулой (Carcharhinus brevipinna), чернопёрой акулой (Carcharhinus limbatus), Carcharhinus amblyrhynchoides и Carcharhinus leiodon на  основании морфологических признаков. В 1992 году Гэвин Нейлор по результатам аллозимного анализа предположил, что равнозубая является вторым базальным членом рода, следующим за черноносой акулой (Carcharhinus acronotus). В  2008 исследование рибосомальной ДНК показало, что ближайшим родственником равнозубой акулы является Carcharhinus porosus, и что эти два вида образуют кладу, отдельную от других видов Carcharhinus.

## Ареал
В североамериканских водах равнозубые акулы распространены повсеместно и встречаются от Северной Каролины до северной части Мексиканского залива. В водах Центральной и Южной Америки они довольно редки, есть данные об их присутствии  у берегов Тринидада и Гайаны, изредка они появляются в Карибском море и на юге Бразилии от Сан-Паулу до Санта-Катарины. Популяции в Северо-западной Атлантике, Мексиканском заливе и Южной Америке практически не пересекаются.
Равнозубая акула — житель прибрежных вод,  который часто встречается  в заливах и устьях рек. Она не опускается глубже 10 м в летний период и 20 м зимой. Прежде этот вид заходил в реки, протекающие по прибрежной равнине, примыкающей к Мексиканскому заливу в Техасе, но в настоящее время путь заблокирован плотинами. Популяции, обитающие в  северо-западной Атлантике, подвержены сезонным миграциям. Неполовозрелые, а затем взрослые акулы приходят к берегам Южной Каролины с конца марта до начала мая, когда температура воды поднимается выше 20° C. Они остаются там до сентября—середины октября, после чего температура воды понижается, и они направляются на юг к Флориде.  О миграции других групп ничего не известно.

## Описание

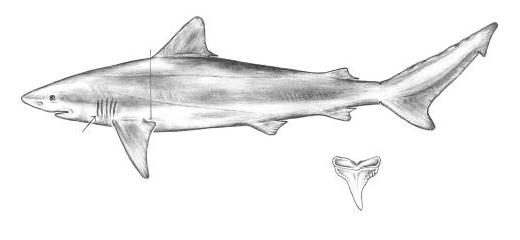

У равнозубой акулы тонкое тело обтекаемой формы. Морда длинная и заостренная, ноздри обрамлены короткими треугольными кожными клапанами. Большие круглые глаза оснащены мигательной перепонкой. Рот широкий, с четко выраженными бороздами по углам. Во рту по 12—15 зубных рядов с обеих сторон верхней челюсти и 13—14 зубных рядов по обе стороны нижней. Зубы иглообразные, с высоким центральным острием и гладкими краями. У равнозубой акулы имеется пять пар сравнительно длинных жаберных щелей, размером около половины длины основания спинного плавника.
Первый спинной плавник высокий, треугольный, с заостренной вершиной; основание лежит  перед задними свободными концами грудных плавников. Второй спинной плавник относительно большой и начинается за анальным плавником. Гребень между первым и вторым спинными плавниками отсутствует. Грудные плавники маленькие и серповидные, с острыми концами. Плакоидные чешуйки мелкие, перекрывают друг друга, на каждой чешуйке по три горизонтальных гребня, оканчивающихся зубчиком. Окрас темно-голубовато-серый сверху, брюхо и белое снизу, по бокам бледные полосы, окантовка  плавников выражена неясно. У некоторых особей, обитающих у берегов Флориды, зеленые глаза. Средний размер самцов составляет 1,6 м, самок — 1,7 м. Максимальный зафиксированный размер — 1,9 м.

## Биология и экология

### Рацион
И взрослые, и неполовозрелые равнозубые акулы образуют большие стаи. Это энергичные, стремительные хищники, которые охотятся в основном на небольших костистых рыб, часто заходя в зону прибоя. Основу рациона этого вида в северо-западной Атлантике составляет атлантический менхаден (Brevoortia tyrannus). Акулы заглатывают менхадена целиком, предварительно откусив голову. Также их добычей становятся горбыли (Leiostomus xanthurus), пятнистые макрели (Scomberomorus maculatus), кефали (Mugil sрр.) и креветки. Сами равнозубые акулы могут стать жертвой более крупных акул.

### Жизненный цикл
Подобно прочим представителям рода серых акул, равнозубые акулы являются живородящими; развивающиеся эмбрионы в течение 15 недель питаются желтком, после чего опустевший желточный мешок образует  плацентарную связь с матерью.  В помете 2-6 акулят, самки приносят потомство каждые 2 года. В северо-западной Атлантике спаривание происходит с начала мая до начала июня, а детеныши рождаются примерно в то же время в следующем году. Беременность длится  12 месяцев. В качестве прелюдии самцы кусают самок и держат их зубами во время совокупления. Сперма застывает внутри матки в виде в губчатой массы. Размер новорожденных составляет 48-64 см в длину. Местом рождения и обитания молодых акул служат мелкие заливы и устьях рек, например Bay Bull в Южной Каролине.
Самки равнозубых акул растут гораздо медленнее  самцов и достигают большего размера. Особи, обитающие в  северо-западной Атлантике, крупнее и достигают половой зрелости позже акул в Мексиканском заливе. В северо-западной Атлантике самцы созревают, достигнув длины 99 см , а самки — 102 см (40 дюймов), что соответствует возрасту 5 и 6 лет соответственно. В Мексиканском заливе самцы созревают при длине 94 см , а самки — 99 см, что соответствует возрасту 4 и 5 лет, соответственно. Максимальная продолжительность жизни не менее 9 лет для самцов и 14 лет для самок.

## Взаимодействие с человеком

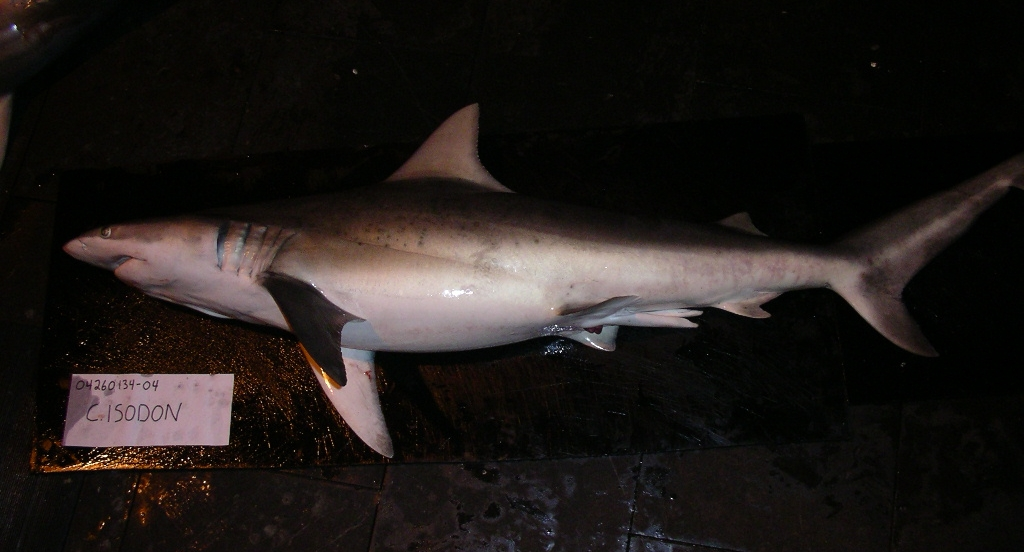

Не зарегистрировано ни одного нападения равнозубых акул на человека. Однако будучи пойманными, эти акулы активно  сопротивляются и могут покусать обидчика. [14] Мясо равнозубых акул используют в свежем или сушеном и соленом виде. Кроме юго-востока США, этот вид не имеет большого промыслового значения: акулы слишком малы и обитают на мелководье, поэтому они не представляют интереса для коммерческого и любительского рыболовства, и, как правило, они слишком быстро плавают, чтобы попасться в сети креветочных траулеров. В небольших количествах эти акулы попадаются на крючки плавучих ярусов. Этот вид подвержен угрозе перелова, поскольку у него низкая репродуктивная скорость.
Значительное число равнозубых акул попадаются  в жаберные сети на юго-востоке США, пик добычи пришелся на 1999 года  и составил около в 117 тонн. Согласно оценке популяции, проведенной в 2002 году, был сделан вывод, что у берегов США она не подверглась перелову, однако уровень добычи неустойчив.  Оценка, проведенная в 2007, показала, добыча не превышает приемлемого уровня, и численность акул остается стабильной. Помысел в водах США регулируется Национальной службы морского рыболовства (NMFS), которая устанавливает квоты и лимиты. Международный союз охраны природы (МСОП) оценил статус сохранности равнозубой акулы как «Вызывающий наименьшие опасения» (LC) в целом и у берегов США и Мексики в частности. Численность равнозубых акул у берегов Южной Америке существенно ниже, они являются объектом активного прибрежного рыболовства. Тем не менее, в настоящее время МСОП не имеет достаточных данных для оценки его состояния в регионе.